# Sumengko (Wringinanom)
Sumengko is een bestuurslaag in het regentschap Gresik van de provincie Oost-Java, Indonesië. Sumengko telt 6601 inwoners (volkstelling 2010).